# MIVA
MIVA (skr. od „Misijska vozila”) je katolička humanitarna organizacija čiji je cilj financiranje prijevoznih sredstava u misijama. Osnovana je 1949. u gradiću Stadl-Pauri u Austriji.
Organizacija djeluje i u BiH, Hrvatskoj, Italiji, Nizozemskoj, Poljskoj, Slovačkoj, Sloveniji i Švicarskoj.
Od osnutka do 2023. MIVA je financirala kupnju 48 757 vozila (bicikla, motocikla, automobila, kamiona, čamaca, brodova, traktora i dr.).
Krilatica „Akcije MIVA” je „Moj dar slavi Boga za sve prijeđene kilometre”.
Rad organizacije podupiru i promiču Papinska misijska djela.